# Parus
Parus é um género de ave da família Paridae.

## Espécies
Este género contém as seguintes espécies:
- Chapim-real - Parus major − Linnaeus, 1758
- Chapim-cinéreo - Parus cinereus − Vieillot, 1818
- Chapim-de-dorso-verde - Parus monticolus − Vigors, 1831